# 达尔毛
达尔毛（Dalmau），是印度北方邦Rae Bareli县的一个城镇。总人口8968（2001年）。

## 人口
该地2001年总人口8968人，其中男性4680人，女性4288人；0—6岁人口1271人，其中男664人，女607人；识字率63.11%，其中男性为72.41%，女性为52.96%。